# Arnold Martignoni
Arnoldo Giovanni Martignoni, detto Arnold (Sankt Moritz, 19 maggio 1901 – Samedan, 9 marzo 1984), è stato un hockeista su ghiaccio svizzero.

## Palmarès

### Olimpiadi invernali
- Bronzo a Sankt Moritz 1928 nell'hockey su ghiaccio.